# Resolutie 982 Veiligheidsraad Verenigde Naties
Resolutie 982 van de Veiligheidsraad van de Verenigde Naties werd unaniem aangenomen op 31 maart 1995. Deze resolutie verlengde de UNPROFOR-vredesmacht in Bosnië en Herzegovina, en versterkte deze daar met manschappen uit Kroatië, waar UNPROFOR juist werd stopgezet.

## Achtergrond
In 1980 overleed de Joegoslavische leider Tito, die decennialang de bindende kracht was geweest tussen de zes deelstaten van het land. Na zijn dood kende het nationalisme een sterke opmars, en in 1991 verklaarden verschillende deelstaten zich onafhankelijk. Zo ook Bosnië en Herzegovina, waar in 1992 een burgeroorlog ontstond tussen de Bosniakken, Kroaten en Serviërs. Deze oorlog, waarbij etnische zuiveringen plaatsvonden, ging door totdat er in 1995 vrede werd gesloten.

## Inhoud

### Waarnemingen
Bosnië en Herzegovina had het vredesplan van de contactgroep aanvaard, en de partijen in het land waren een staakt-het-vuren overeengekomen. Ook moest de UNPROFOR-macht meehelpen aan de uitvoering van het Washington-akkoord. Verder moest Sarajevo als hoofdstad een multicultureel centrum blijven. Het akkoord over de demilitarisatie van de stad kon bijdragen aan het herstel van het normale leven in Sarajevo. Om tot een wederzijds vertrouwen en tot vrede te komen moesten ook de mensenrechten gerespecteerd worden.

### Handelingen
De Veiligheidsraad verlengde het mandaat van UNPROFOR in Bosnië en Herzegovina tot 30 november. Tegen 30 juni mocht secretaris-generaal Boutros Boutros-Ghali alle UNPROFOR-troepen uit Kroatië verplaatsen naar Bosnië en Herzegovina, behalve degene die werden overgeplaatst naar de nieuwe missie UNCRO, de functies in het staakt-het-vuren-akkoord tussen Kroatië en de Serven, de hulpverlening en de ondersteunende structuren. Intussen moesten de partijen het staakt-het-vuren uitbreiden en het vredesplan van de contactgroep algemeen aanvaarden. Ten slotte werd de secretaris-generaal nog gevraagd om de Veiligheidsraad hierover op de hoogte te houden.

## Verwante resoluties
- Resolutie 970 Veiligheidsraad Verenigde Naties
- Resolutie 981 Veiligheidsraad Verenigde Naties
- Resolutie 983 Veiligheidsraad Verenigde Naties
- Resolutie 987 Veiligheidsraad Verenigde Naties

Lijst ·  970 ·  971 ·  972 ·  973 ·  974 ·  975 ·  976 ·  977 ·  978 ·  979 ·  980 ·  981 ·  982 ·  983 ·  984 ·  985 ·  986 ·  987 ·  988 ·  989 ·  990 ·  991 ·  992 ·  993 ·  994 ·  995 ·  996 ·  997 ·  998 ·  999 ·  1000 ·  1001 ·  1002 ·  1003 ·  1004 ·  1005 ·  1006 ·  1007 ·  1008 ·  1009 ·  1010 ·  1011 ·  1012 ·  1013 ·  1014 ·  1015 ·  1016 ·  1017 ·  1018 ·  1019 ·  1020 ·  1021 ·  1022 ·  1023 ·  1024 ·  1025 ·  1026 ·  1027 ·  1028 ·  1029 ·  1030 ·  1031 ·  1032 ·  1033 ·  1034 ·  1035